# Вали-ди-Камбра
Ва́ли-ди-Ка́мбра (порт. Vale de Cambra; ['val(ɨ) dɨ 'kɐ̃bɾɐ]) — город в Португалии, центр одноимённого муниципалитета в составе округа Авейру. Находится в составе крупной городской агломерации Большое Авейру. По старому административному делению входил в провинцию Бейра-Литорал. Входит в экономико-статистический субрегион Энтре-Доуру-и-Воуга, который входит в Северный регион. Численность населения — 4,1 тыс. жителей (город), 24,8 тыс. жителей (муниципалитет). Занимает площадь 146,21 км².
Покровителем города считается Антоний Падуанский.
Праздник города — 13 июня.

## Расположение
Город расположен в 32 км на северо-восток от адм. центра округа города Авейру.
Муниципалитет граничит:
- на севере — муниципалитет Арока
- на востоке — муниципалитет Сан-Педру-ду-Сул
- на юго-востоке — муниципалитет Оливейра-ди-Фрадеш
- на юге — муниципалитет Север-ду-Вога
- на западе — муниципалитет Оливейра-ди-Аземейш

## История
Город основан в 1514 году.

## Население
| Численность населения муниципалитета по годам | Численность населения муниципалитета по годам | Численность населения муниципалитета по годам | Численность населения муниципалитета по годам | Численность населения муниципалитета по годам | Численность населения муниципалитета по годам | Численность населения муниципалитета по годам | Численность населения муниципалитета по годам | Численность населения муниципалитета по годам | Численность населения муниципалитета по годам |
| --------------------------------------------- | --------------------------------------------- | --------------------------------------------- | --------------------------------------------- | --------------------------------------------- | --------------------------------------------- | --------------------------------------------- | --------------------------------------------- | --------------------------------------------- | --------------------------------------------- |
| 1801                                          | 1849                                          | 1900                                          | 1930                                          | 1960                                          | 1981                                          | 1991                                          | 2001                                          | 2004                                          | 2006                                          |
| 9489                                          | 10 166                                        | 12 264                                        | 15 745                                        | 20 404                                        | 24 224                                        | 24 537                                        | 24 805                                        | 24 761                                        | 24 591                                        |

## Состав муниципалитета
В муниципалитет входят следующие районы:
1. Аройнш
2. Сепелуш
3. Кодал
4. Жункейра
5. Масиейра-де-Камбра
6. Роже
7. Сан-Педру-де-Каштелойнш
8. Вила-Шан
9. Вила-Кова-де-Перринью